# Стара Трта
Стара Трта (словен. Stara trta; в переводе на русский «Старая лоза») — виноградник в Мариборе, на левом берегу реки Дравы, на котором произрастает лишь одна виноградная лоза возрастом более 450 лет, старейшая в мире, благодаря чему она была занесена в книгу рекордов Гиннеса. Она продолжает плодоносить, и ежегодно, в зависимости от погодных условий, приносит около 25-50 килограмм винограда сорта Жаметовка, из которого делают моносортовое красное вино. Сбор урожая производят исключительно вручную во время одноимённого фестиваля, проходящего в день святого Мартина. Несмотря на невыдающееся качество получаемого вина, его часто используют, как протокольный подарок для политиков и знаменитостей, посещающих Марибор. Среди получателей такого подарка были Иоанн Павел II и Билл Клинтон.
Лоза раскинулась двумя ветвями, примерно по 15 метров длинной каждая, по южному фасаду барочного дома XVII века, в Мариборе. Дом располагается по адресу  Вояшнишская улица (словен. Vojašniška ulica) 8. Диаметр ствола лозы в самой толстой части составляет примерно 25 см. С годами лоза стала одним из символов города, и теперь охраняется как природный памятник Словении.
В начале 2010-х начались работы по разведению лозы, и было получено большое количество побегов, которые муниципалитет Марибора регулярно дарит другим городам. Несколько побегов переслали в Венгрию, Георгиконскому (Сельскохозяйственному) факультету Паннонского университета, где они были посажены 24 апреля 2012 года в парке дворца Фештетич. В том же 2012 году несколько побегов получил фонд «Деревенской культуры» (венг. Falvak Kultúrájáért Alapítvány). Они были высажены в Тихани. В 2015 году несколько побегов лозы в 2015 высадили в городе Птуй, в Птуйском граде. Другая успешная попытка приживить побеги лозы была предпринята в Граце, в жилом массиве по адресу Хильмтейхштрассе (нем. Hilmteichstraße) 21а. 

## Возраст лозы
В экспозиции краеведческого музея Марибора и в региональном архиве Штирии, в Граце находятся две гравюры — 1657 и 1681 годов, на которых изображено здание, расположенное справа от городских ворот, весь южный фасад которого занимает увитая виноградом веранда. Таким образом возраст лозы уже тогда был 50-100 лет.
В 1972 году профессор Рихард Эркер, дендролог Люблянского университета, провёл исследование, по результатам которого установил, что возраст лозы на тот момент был не менее 350-400 лет.
В 2004 году возраст лозы определили не менее чем в 440 лет, таким образом виноградник был высажен около 1550 года.

## Галерея

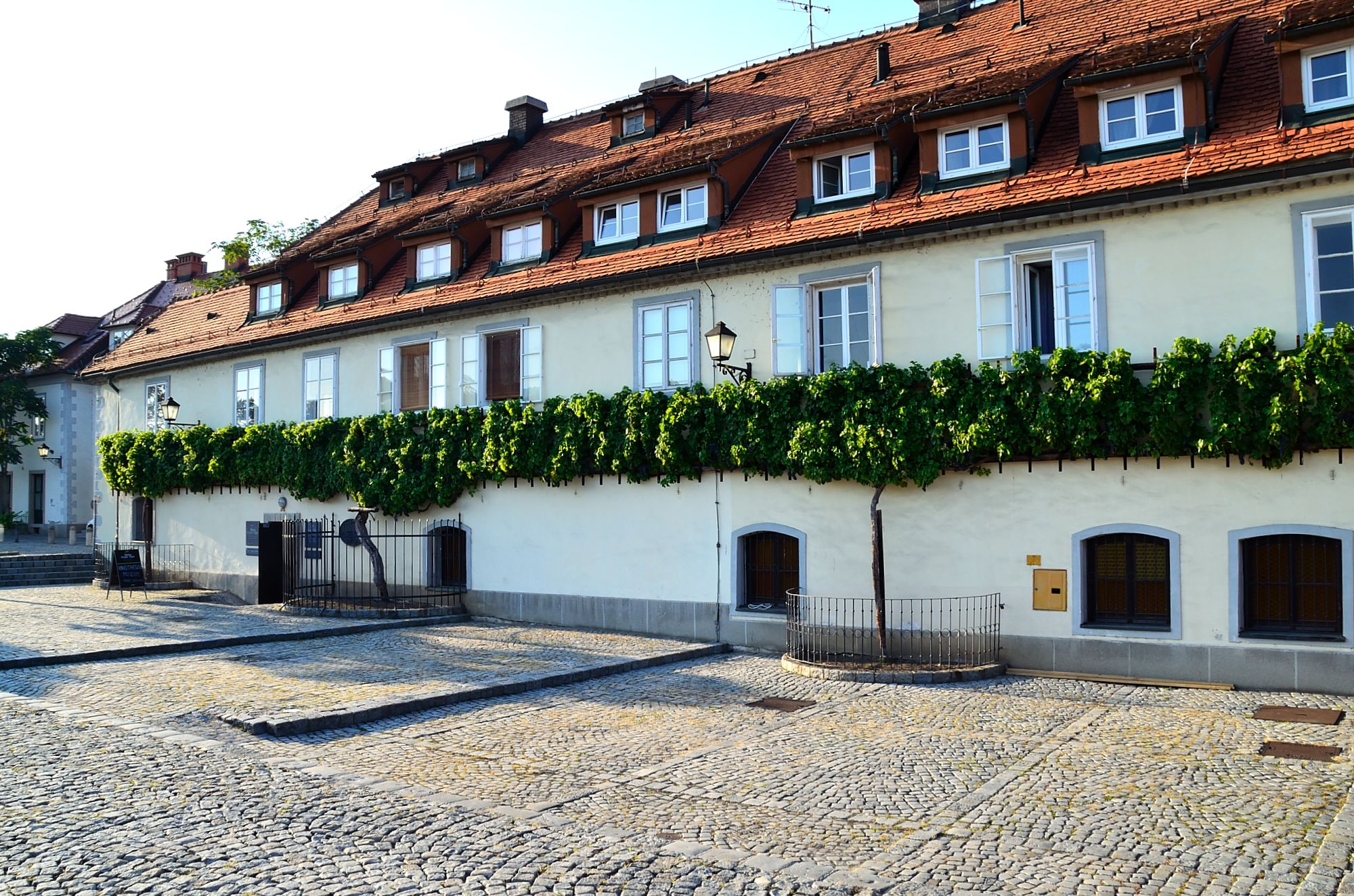
Лоза раскинулась на фасаде здания
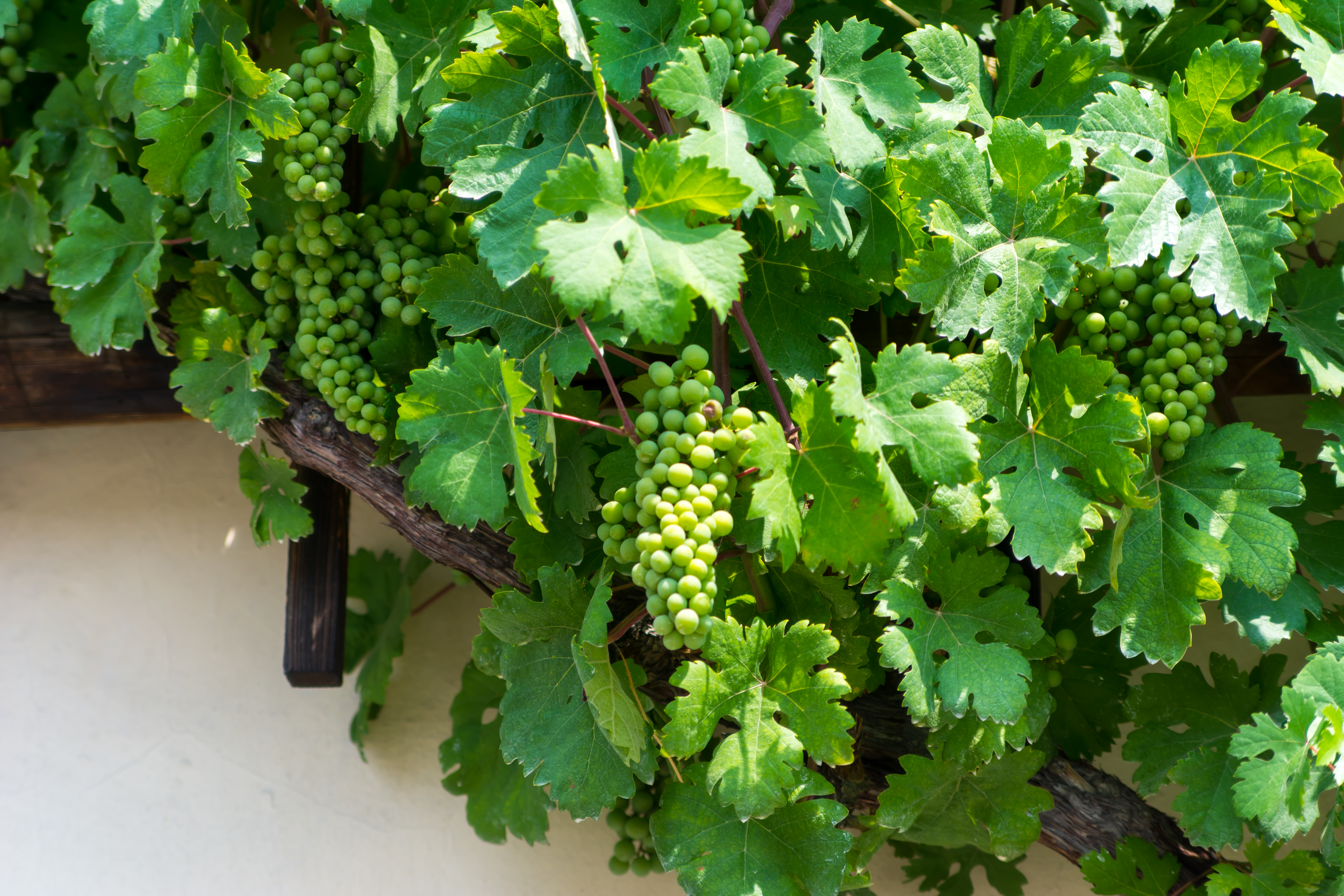
Виноград, растущий на лозе
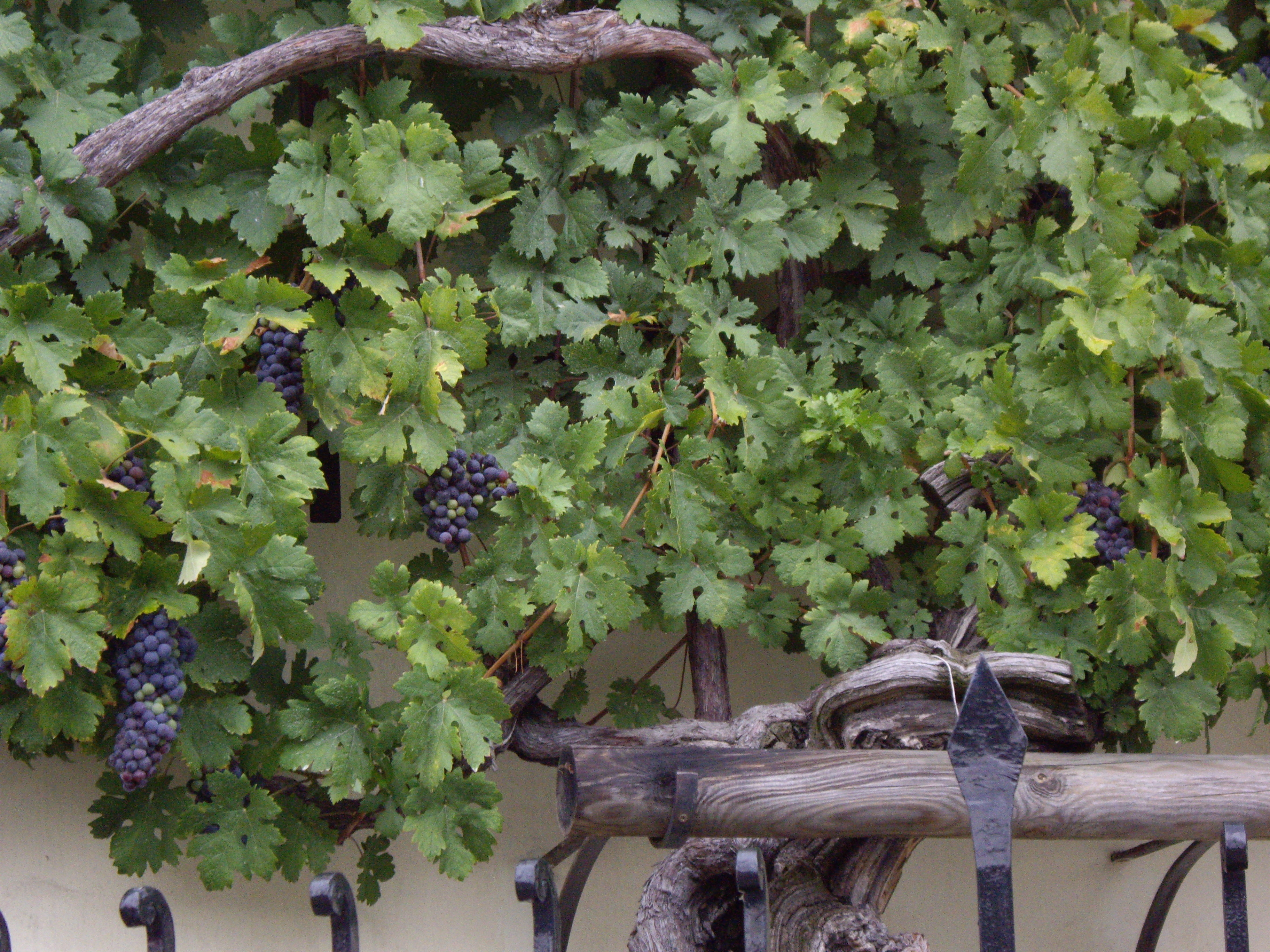
Виноград поспевает
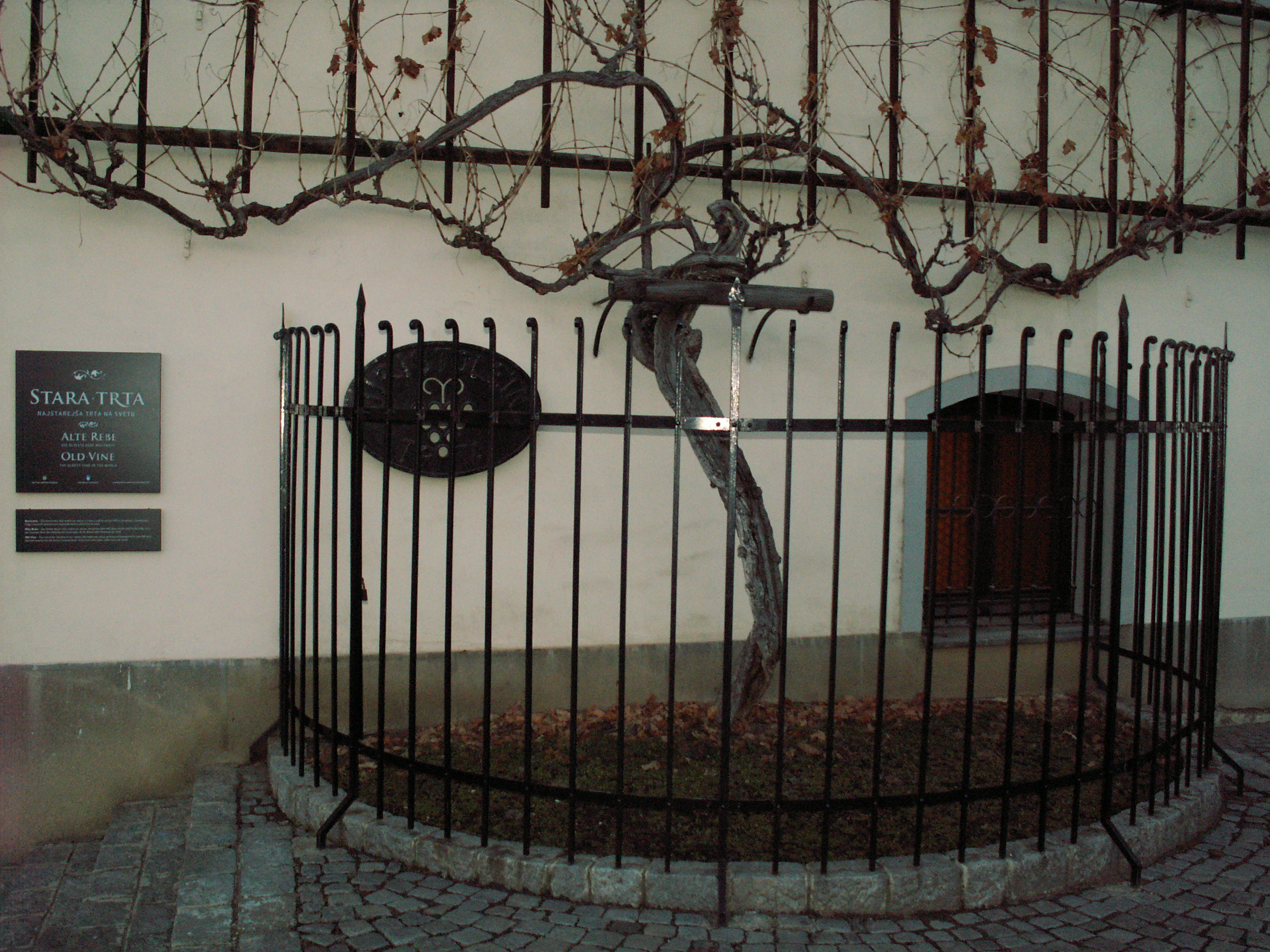
Лоза зимой